# Morlocks
Morlocks sind eine Spezies, die von H. G. Wells für seinen 1895 erschienenen Roman Die Zeitmaschine als Hauptantagonisten erfunden wurde. Seit ihrer Erschaffung durch H. G. Wells sind die Morlocks in zahlreichen anderen Werken wie Fortsetzungen, Filmen, Fernsehsendungen und Werken anderer Autoren aufgetreten, von denen viele von der ursprünglichen Beschreibung abgewichen sind.
Bei der Wahl des Namens „Morlocks“ ließ sich Wells möglicherweise von den Maurowalachen (auch Morlaken genannt) – einer auf dem Balkan beheimateten Ethnie – inspirieren, die die Aufmerksamkeit west- und mitteleuropäischer Reisender und Schriftsteller auf sich zogen, darunter so berühmte wie Johann Gottfried Herder und Johann Wolfgang von Goethe, und die in verschiedenen Schriften als Archetypus von „Naturvölkern“, „Rückständigkeit“, „Barbarei“ und dergleichen beschrieben und dargestellt wurden. Eventuell wurden die Morlocks auch nach dem biblischen Moloch benannt.

## Morlocks im Roman „Die Zeitmaschine“
Die Morlocks sind zunächst eine geheimnisvolle Präsenz im Buch, insofern als der Protagonist zunächst glaubt, die Eloi seien die einzigen Nachkommen der Menschen. Später werden die Morlocks zu den Antagonisten der Geschichte gemacht. Sie leben in der englischen Landschaft von 802.701 n. Chr. in unterirdischen Tunnelsystemen, deren oberirdische Ausgänge Ventilationsschächten ähneln, wo sie alte Maschinen warten, an deren Bau sie sich vielleicht noch erinnern oder auch nicht. In ihren Tunneln hört man den Lärm der in Betrieb befindlichen Maschinen, so dass es möglich ist, dass die Morlocks die wissenschaftliche Kultur der Menschheit bewahrt haben. Sie stehlen auch die Zeitmaschine des Protagonisten, wahrscheinlich um sie zu studieren. Trotzdem lassen sie sich vor allem von Instinkt und Notwendigkeit leiten oder zumindest erscheint dies dem Zeitreisenden so. Nach Tausenden von Generationen, die sie ohne Sonnenlicht verbrachten, haben die Morlocks eine stumpfe grau-weiße Haut, kinnlose Gesichter, große grau-rote Augen, mit der Fähigkeit Licht zu reflektieren und flachsfarbene Haare auf dem Kopf und Rücken. Sie sind kleiner als der Mensch, vermutlich etwa so groß wie die Eloi. Wie die Eloi sind sie deutlich schwächer als der Durchschnittsmensch – der Zeitreisende verletzte oder tötete einige von ihnen mit relativer Leichtigkeit mit bloßen Händen – aber ein großer Schwarm von ihnen kann für einen einzelnen Menschen eine ernsthafte Bedrohung darstellen, insbesondere dann, wenn er unbewaffnet ist und/oder keine tragbare Lichtquelle besitzt.
Ihre Lichtempfindlichkeit hindert sie gewöhnlich daran, tagsüber anzugreifen, weshalb sie in Neumondnächten jagen, die einzigen Nächte, in denen sie an die Oberfläche gehen können, da sie an die Dunkelheit gewöhnt sind. Die Morlocks und die Eloi haben so etwas wie eine symbiotische Beziehung. Die Eloi werden von den Morlocks bekleidet und ernährt; im Gegenzug fressen die Morlocks die Eloi und bei mehreren Gelegenheiten beißen sie auch den Protagonisten. Der Zeitreisende nimmt dies wahr und vermutet, dass sich die Eloi-Morlock-Beziehung aus einer in seiner eigenen Zeit vorhandenen unterschiedlichen sozialen Klasse entwickelt hat. Die Morlocks stellen die Arbeiterklasse dar, die in den Untergrund verbannt wurde, damit die reiche Oberschicht in Luxus an der Oberfläche leben kann. Mit der Zeit verändern sich die Machtverhältnisse – die hedonistischen Oberflächenmenschen dominieren nicht mehr die Untergrundbewohner, sondern werden zu deren Vieh.

## Fortsetzungen und Vorläufer des Romans „Die Zeitmaschine“

### „Die Zeitschiffe“ (Roman)
Die Zeitschiffe (1995) des englischen Autors Stephen Baxter wird als Nachlass und Fortsetzung von H. G. Wells Die Zeitmaschine (1895) angesehen und wurde anlässlich des hundertjährigen Jubiläums der ursprünglichen Publikation veröffentlicht. In seiner breit gefächerten Erzählung versucht der Zeitreisende, in die Welt von morgen zurückzukehren, stellt aber stattdessen fest, dass seine Handlungen die Zukunft verändert haben; eine Zukunft, in der sich die Eloi nie manifestiert haben. Stattdessen ist die Erde eine fast unfruchtbare Wüste geworden, die zugunsten einer 220 Millionen Kilometer breiten, sich selbst versorgenden Dyson-Sphäre um die Sonne aufgegeben wurde, die ihre Energie direkt aus dem Sonnenlicht bezieht, da sie den Stern vollständig umgibt und ihre gesamte Energieleistung erhält, wo die Morlocks und einige andere Ableger der Menschheit jetzt leben.
Völlig friedlich, moralistisch und hochintelligent (Nebogipfel, ein Morlock, lernt innerhalb weniger Tage Englisch und ist bald in der Lage, es fließend zu sprechen – mit einigen Einschränkungen aufgrund des besonderen Stimmapparats der Morlocks, der sich von dem der Menschen unterscheidet) ähneln diese neuen Morlocks den monströsen Kannibalen der ersten Zukunft nur durch ihr Aussehen und ihre Behausung „unter der Erde“. Die Sphäre, die sie bewohnen, ist in zwei konzentrische Schalen geteilt, wobei die Morlocks ausschließlich im Inneren des fast nichtssagenden Äußeren leben. Über ihnen ist die innere Schale, in der die Sonne offen scheint, eine erdähnliche Utopie. In ihren vielen Formen und auf vielen technologischen Ebenen (von irgendwie vertrauten, alltäglichen, industriellen Welten bis hin zu Welten mit Antigravitationsgeräten) setzen sie sich hier in der gleichen Weise fort wie zur Zeit der Zeitreisenden (wobei der Krieg das offensichtlichste Überbleibsel ist).
Die Morlock-Zivilisation umfasst eine Vielzahl von auf Gedanken und Ideologien basierenden Nationalgruppen, zwischen denen sich Einzelpersonen konfliktfrei bewegen. Alle Bedürfnisse werden von der Sphäre selbst befriedigt, einschließlich der Fortpflanzung, in der die Neugeborenen direkt aus dem Boden „extrudiert“ werden. Diese friedlichen, intelligenten Morlocks scheinen auch eine außerordentliche Widerstandsfähigkeit gegen Krankheiten und vielleicht auch gegen Strahlung zu haben, selbst wenn sie sich nicht in ihrer Heimatwelt aufhalten, wie Nebogipfel im Paläozän feststellte (der Zeitreisende wurde dort wegen unbekannter Keime schnell krank, während Nebogipfel, obwohl verletzt und behindert, keine offensichtlichen Beeinträchtigungen hatte).
Der einzige Morlock, dem ein Name gegeben wurde, ist Nebogipfel, der während des ganzen Romans beim Zeitreisenden bleibt. Nebogipfels Name stammt von der Hauptfigur des ersten Versuchs einer Zeitreise-Geschichte aus dem Jahr 1888, die damals The Chronic Argonauts genannt wurde. Der Name der Hauptfigur war Dr. Moses Nebogipfel. Der Name Moses wurde auch in Die Zeitschiffe verwendet, obwohl er der jüngeren Version von sich selbst gegeben wurde, der der Zeitreisende auf seiner Reise begegnet.

### „Morlock Night“
In K. W. Jeters Roman Morlock Night (deutsch: Die Nacht der Morlocks) aus dem Jahr 1979 haben die Morlocks die Zeitmaschine gestohlen und sie benutzt, um ins viktorianische London einzufallen. Diese Morlocks sind jedoch viel furchterregender als im Roman Die Zeitmaschine – eine clevere, technologische Rasse mit genug Macht, um die ganze Welt zu erobern. Sie erhalten auch Unterstützung von gewissen verräterischen Menschen des 19. Jahrhunderts, insbesondere von einem dunklen Zauberer namens „Merdenne“. Es wird auch enthüllt, dass die Morlocks, die in ihrer Heimatzeit – dem 8.028. Jahrhundert – leben, die Eloi nicht mehr frei herumlaufen lassen und sie nun in Unterkünften halten.
Im Roman werden die Morlocks in zwei Typen oder Kasten eingeteilt. Zum einen die kurzen, schwachen, dummen „Grunt-Morlocks“, denen der Zeitreisende angeblich begegnet ist, zum anderen die „Offizier-Morlocks“, die größer und intelligenter sind, Englisch sprechen und einen hohen Rang innerhalb der Morlock-Invasionsstreitkräfte haben. Ein Beispiel für den letzteren Typus ist „Colonel Nalga“, ein später im Buch erwähnter Antagonist.
Diese Morlocks werden immer als Träger einer bläulichen Brille beschrieben, die sie vermutlich tragen, um ihre empfindlichen, an dunkle Umgebung angepassten Morlock-Augen zu schützen.

## Morlocks in weiteren Werken
- Die Reise mit der Zeitmaschine (1946) von Egon Friedell – von Eddy C. Bertin ins Englische übersetzt und unter dem Titel The Return of the Time Machine wiederveröffentlicht. Zum Zeitpunkt der Veröffentlichung war dies damals die einzige Fortsetzung von The Time Machine. Sie beschreibt die weiteren Besuche des Zeitreisenden in der Zukunft und die Verstrickung der Zeitmaschine mit der Vergangenheit.[10]
- The Man Who Loved Morlocks (1981) von David J. Lake. Dieser Roman erzählt von der zweiten Reise des Zeitreisenden. Diesmal trifft er wieder auf die Morlocks, ist aber mit einer Kamera und einem Revolver ausgestattet.[11] Dieses Buch zeichnet sich dadurch aus, dass es die Morlocks in einem sympathischen und völlig anderen Licht darstellt. Der Zeitreisende entdeckt bei seiner zweiten Reise, dass die Eloi und Morlocks der zukünftigen Welt alle an einer Krankheit sterben, die er bei seiner ersten Reise eingeschleppt hat und gegen die sie keine Immunität besitzen. Als er weiter in die Zukunft reist, entdeckt er eine große und edle Zivilisation, deren schöne Bewohner, wie man schließlich erfährt, die Nachkommen der wenigen überlebenden Morlocks sind. Außerdem wird ein uraltes Tagebuch entdeckt, das die Geschichte der ersten Reise des Zeitreisenden aus der Sicht der Morlocks erzählt und aufzeigt, dass die Morlocks, anstatt feindliche Jäger und Bauern der Eloi zu sein, in Wirklichkeit die Hüter einer Art Naturreservat waren, das sich ihrem Schutz und ihrer Erhaltung verschrieben hatte. Die scheinbar feindseligen Handlungen der Morlocks werden dadurch erklärt, dass die Geschichte aus einem anderen Blickwinkel gezeigt wird.
- Time-Machine Troopers (2011) von Hal Colebatch (1945–2019). In dieser Geschichte kehrt der Zeitreisende etwa 18 Jahre nach seinem ersten Besuch in die Zukunft zurück, in der Hoffnung, die Eloi zu regenerieren und nimmt Sir Robert Baden-Powell mit, der später die Pfadfinderbewegung in England gründen wird. Sie machen sich auf, den Eloi Selbstvertrauen und Selbstverteidigung beizubringen, werden aber von Morlocks gefangen genommen. Es stellt sich heraus, dass die Eloi und Morlocks beide komplexer sind, als der Zeitreisende dies angenommen hatte, auch dass Weena noch am Leben ist und eine Eloi-Widerstandsbewegung anführt. Die Geschichte soll eine Antwort auf Wells’ Pessimismus sein, da der Zeitreisende und Baden-Powell versuchen, der zukünftigen Welt Pfadfinderei und Kricket beizubringen. Winston Churchill und H. G. Wells selbst treten ebenfalls als Figuren auf.

## Belletristik
Einige Autoren haben die Morlocks übernommen und an ihre Werke angepasst, oft völlig unabhängig von The Time Machine oder wurden als Hommage an Werke aus H. G. Wells’ Universum genannt.
- Die Morlocks tauchen in einer Geschichte von Alan Moore mit dem Titel Allan and the Sundered Veil (deutsch: Allan und der geteilte Schleier) auf, die 1999/2000 als Anhang der Comicreihe The League of Extraordinary Gentlemen (deutsch: Die Liga der außergewöhnlichen Gentlemen) erschien.[12][13] In der Geschichte nimmt der Zeitreisende einige der regulären Bündnis-Charaktere mit in seine zukünftige Welt, in der er aus der Morlock-Sphinx eine Basis gemacht hat. Die Gruppe wird bald von den Morlocks angegriffen, die in dieser Geschichte wilde, affenartige Kreaturen sind. Sie sind körperlich viel mächtiger als die Kreaturen von Wells, obwohl sie den Jäger-Morlocks aus dem Film The Time Machine (2002) ähneln.
- Larry Niven nahm eine Version der Morlocks in seine Known Space-Buchreihe auf. Sie erscheinen als eine untermenschliche außerirdische Rasse, die in den Höhlen in einer Region des Planeten Wunderland lebt, einer der Kolonien der Menschheit im Alpha-Centauri-System. Viele dieser Geschichten stammen von Hal Colebatch in der gemeinsamen Spin-Off-Serie, The Man-Kzin Wars (deutsch: Die Kriege der Kzin), insbesondere in den Bänden X, XI und XII. Sie werden auch in Geschichten in derselben Serie von Matthew Joseph Harrington (* 1960) erwähnt.[14]
- In Joanna Russ’ Kurzgeschichte Die zweite Inquisition wird die Zeitmaschine mehrfach erwähnt und die unbenannte Figur, die als „unser Gast“ bezeichnet wird – und offensichtlich ein Besucher aus der Zukunft ist – behauptet, ein Morlock zu sein, obwohl sie den Morlocks von Wells physisch nicht ähnelt.
- Im fiktiven Universum von Warhammer 40.000 sind Morlocks die Elitekrieger der Legion „Iron Hands“ der Space Marines und kommen in mehreren Horus Heresy Romanen vor, wo sie als Leibwächter für ihren Primarch „Ferrus Manus“ fungieren.[15][16]

## In Essays und Sachbüchern
In seinem Essay In the Beginning … was the Command Line (deutsch: Am Anfang … war die Kommandozeile) über die moderne Kultur vis-à-vis der Entwicklung von Betriebssystemen, zeigt Neal Stephenson Ähnlichkeiten zwischen der Zukunft in Wells’ Roman The Time Machine und der zeitgenössischen amerikanischen Kultur auf. Stephenson behauptet:

„Die zeitgenössische Kultur ist ein zweistufiges System, wie die Morlocks und die Eloi in H. G. Wells' The Time Machine, nur dass es auf den Kopf gestellt wurde. In The Time Machine waren die Eloi eine erschöpfte Oberschicht, unterstützt von vielen unterirdischen Morlocks, die die technologischen Räder am Laufen hielten. Aber in unserer Welt ist es genau umgekehrt. Die Morlocks sind in der Minderheit, und sie haben das Sagen, weil sie verstehen, wie alles funktioniert. Die viel zahlreicheren Eloi lernen alles, was sie wissen, weil sie von Geburt an von elektronischen Medien durchdrungen sind, die von buchlesenden Morlocks geleitet und kontrolliert werden. So viele Unwissende könnten gefährlich werden, wenn sie in die falsche Richtung gelenkt werden, und so haben wir eine Populärkultur entwickelt, die (a) fast unglaublich ansteckend ist und (b) jeden Menschen, der sich davon anstecken lässt, kastriert, indem sie ihn urteilsunwillig und unfähig macht, Stellung zu beziehen.“

J. R. R. Tolkien erwähnte Morlocks dreimal in seinem 1939 erschienenen Essay On Fairy-Stories, in dem das heute als Fantasy bezeichnete Genre diskutiert wird. Die erste Erwähnung erfolgt dort, wo Tolkien versucht, das Genre zu definieren. Er schlägt vor, dass die Morlocks (und Eloi) die Zeitmaschine mehr in das Genre einordnen als die Liliputaner in Gullivers Reisen. Er argumentiert, dass die Liliputaner nur winzige Menschen sind, während die Morlocks und Eloi sich deutlich von uns unterscheiden und „weit weg in einem so tiefen Abgrund der Zeit leben, dass sie eine Verzauberung bewirken“. Ein weiterer Hinweis auf die Geschöpfe des Romans Die Zeitmaschine findet sich im Abschnitt des Essays, Genesung, Flucht, Trost. Hier wird argumentiert, dass die Phantasie ein legitimes Mittel zur Flucht aus der alltäglichen Welt und dem „morlockischen Schrecken der Fabriken“ bietet. An anderer Stelle in seinem Aufsatz warnt Tolkien davor, Phantasieleser in oberflächliche Kategorien zu separieren, indem er die Eloi und Morlocks als dramatische Illustration der Auswirkungen der Zerschlagung der menschlichen Rasse benutzt.

## Film und Fernsehen

### Film „Die Zeitmaschine“ (1960)
In der 1960 verfilmten Version „Die Zeitmaschine“ unter der Regie von George Pal werden die Morlocks schließlich von den Eloi besiegt, die von dem Zeitreisenden (namens George) zum Kampf motiviert wurden. Es wird gezeigt, dass sie ziemlich anfällig für Schläge sind, was aber vielleicht darauf zurückzuführen ist, dass sie noch nie zuvor auf Widerstand gestoßen sind. Einer der Unterschiede des Films, die Morlocks (die blauhäutige, affen- und faultierartige Unmenschen mit glühenden Augen sind), besteht darin, dass die Divergenz nicht durch ein variierendes Kastensystem entstanden ist, sondern dadurch, dass sie durch einen Atomkrieg, der am 19. August 1966 begann und Hunderte von Jahren dauerte, in den Untergrund gezwungen wurden.
Die Morlocks im Film verfügen auch über ein System, um die Eloi mit Hilfe von Sirenen in ihre Sphinx einzuberufen, die angeblich ursprünglich verwendet wurden, um vor Bombenangriffen zu warnen. Das Reagieren auf die Sirenen ist den Eloi angeboren und die Eloi tun dies heute wie Vieh. Die Morlocks benutzen Peitschen, um sie zu treiben.

### Film „Die Zeitmaschine“ (1978)
Im Fernsehfilm „Die Zeitmaschine (1978)“ unter der Regie von Henning Schellerup, der erstmals am 5. November 1978 im US-amerikanischen Fernsehen ausgestrahlt wurde, reist der Protagonist Dr. Neil Perry (dargestellt von John Beck) mit seiner Zeitmaschine in die Zukunft, um seiner Firma Mega Corporation, für die er eine „Antimaterie-Bombe“ entwickelt hat, von deren zukünftiger zerstörerischer Auswirkung auf die Menschheit zu berichten. In der Zukunft wurde er Zeuge der Zerstörung der Zivilisation, erfährt aber auch, dass sich die Natur wieder aus der Ödnis neu belebt hat und einige der Menschen, die zuvor Schutz im Untergrund gesucht hatten, die Eloi, zurück an die Oberfläche gekehrt sind. Die Rasse, die unter der Erdoberfläche blieb, wurden die Morlocks und als Perry dort eintrifft, beobachtet er, wie die Morlocks beginnen, die Eloi als ihre Nahrung zu ernten. Hier trifft er auch das Eloi-Mädchen Weena, dargestellt von Priscilla Barnes, die im Gegensatz zu den anderen Filmadaptionen nun einen Bruder hat, der Ariel heißt.
Weena führt Perry in ein erhalten gebliebenes Technik-Museum, das auch seine in der Vergangenheit für die Mega Corporation entwickelte Bombe zeigt und in einer Videoanimation kann er sich die durch seine Bombe verursachten Schäden ansehen. Bevor Perry in seine Zeit zurückkehrt, sprengen er und Ariel drei Zugänge zu den Höhlen der Morlocks mit Plastiksprengstoff, den sie im Museum gefunden haben. Als er zurück in die Vergangenheit reist, um seiner Firma von den dramatischen Auswirkungen der Bombe in der Zukunft zu berichten, zeigen sich seine Vorgesetzten desinteressiert. Perry reist erneut in die Zukunft, um zu Weena und den Eloi zurückzukehren und stellt fest, dass ihre Welt jetzt von den Morlocks befreit ist.

### Film „The Time Machine (2002)“
Im Jahr 2002 führte Simon Wells, der Urenkel von H. G. Wells, bei einem weiteren Film über Die Zeitmaschine Regie. Die Morlocks wurden in diesem Film, wie auch die Eloi, in mehreren wichtigen Punkten verändert. Sie sind körperlich stärker und schneller geworden, sie sind jetzt sehr affenähnlich und laufen häufig auf allen Vieren.
Der Film zeigt drei dieser Rassen:
- Die Hunter Morlocks (deutsch: Jäger-Morlocks), die die Eloi jagen und fangen. Sie sind muskulöse, gorillaähnliche Jäger. Sie haben einen starken Geruchssinn, mit dem sie die Eloi aufspüren. Verschiedene Schauspieler porträtieren die Jäger Morlocks: Richard Cetrone, Edward Conna, Chris Sayour, Jeremy Fitzgerald, Darrell Davis, Grady Holder, Bryan Friday, Clint Lilley, Mark Kubr, Jeff Podgurski, Dan McCann, Bryon Weiss und Steve Upton.
- Die Spy Morlocks (deutsch: Spionage-Morlocks), die mit Blasrohrpfeilen auf fliehende Elois schießen, sie mit einer scharfen Substanz markieren und damit für Jäger leichter auffindbar machen. Sie sind schlanker und wendiger als die Jäger-Morlocks, aber viel schwächer. Verschiedene Schauspieler porträtieren den Spionage-Morlock: Joey Anaya, Jacob Chambers, Doug Jones, Dorian Kingi und Kevin McTurk.
- Die Über-Morlocks, die die ersten beiden Rassen telepathisch befehligen. Sie wirken menschlicher als die beiden anderen Kasten im Film. Anstatt grauer Haut und Fellflecken haben die Über-Morlocks (dargestellt von Jeremy Irons), die im Film auftreten, langes, wallendes weißes Haar und weiße Haut, den allgemeinen Körperbau eines Menschen und Kleidung. Ihr Gehirn ist so groß, dass es nicht in den Kopf passt, sondern sich am Rücken hinunterzieht und die Wirbelsäule umhüllt. Sie sind telepathisch und telekinetisch, artikulieren sich in englischer Sprache und kämpfen schließlich gegen Alexander Hartdegen (die Hauptfigur dieses Films).[21]

Als Alexander beim Versuch, die Eloi Mara zu retten zu den Über-Morlocks gebracht wird, erklärten diese, dass sie von Menschen abstammten, als sie im Untergrund Schutz suchten, nachdem ein Abrissversuch zur Errichtung einer Mondkolonie auf dem Mond einige ihrer Fragmente zur Erde hatte abstürzen lassen. Sie blieben so lange unter der Erde, dass sie Körper mit Albinismus und sehr empfindlichen Augen entwickelten, die Sonnenlicht nicht lange vertrugen. Infolge der vergangenen Katastrophe und der daraus resultierenden Ressourcenbelastung teilten sich die Proto-Morlocks in mehrere Kasten auf, von denen zwei (die „Jäger“ und die „Spione“) im Tageslicht überleben konnten. Sie wurden innerhalb jeder Kaste durch Inzucht erzeugt, bis sich die Morlock-Rasse aus genetisch fein abgestimmten Unterrassen zusammensetzte, die für bestimmte Aufgaben bestimmt waren.
Höhepunkts des Films ist die Szene, als Alexander den Über-Morlock tötet, indem er ihn aus der sich bewegenden Zeitmaschine verdrängt und er infolge schnellen Alterns zu Staub verwandelt wird. Kurz vor seinem Untergang wendet er sich ein letztes Mal an Alexander und sagt ihm folgende Worte:

„Wir alle haben unsere Zeitmaschinen, nicht wahr? Diejenigen, die uns zurückbringen, sind Erinnerungen. Die, die uns vorwärts bringen … sind Träume.“

Der Rest der Morlocks wird vernichtet, als Alexander bewirkt, dass seine Zeitmaschine versagt und in ihren Tunneln explodiert.

### „Time Machine: Rise of the Morlocks“
Ein Fernsehfilm von 2011 mit dem ursprünglichen Namen Morlocks, später umbenannt in Time Machine: Rise of the Morlocks (deutsch: Aufstieg der Morlocks), produziert für Syfy, mit David Hewlett und Robert Picardo in den Hauptrollen. Die Handlung basiert auf einer Zeitmaschine, die ein Portal in die Zukunft öffnet und es den Morlocks ermöglicht, in die Gegenwart zurückzureisen, um Chaos und Verwüstungen anzurichten. Diese Morlocks stammen von einem Patienten mit Krebs im Endstadium ab, dessen Vater das militärische Zeitreiseprojekt nutzt, um in der Zukunft nach Technologie als Heilmittel zu suchen. Einer der ersten Morlocks, der durch das Portal in die Gegenwart entkommen ist, wird gefangen genommen und seine DNA extrahiert; paradoxerweise ist es die Behandlung mit dieser DNA, die den Patienten dazu bringt, zum ersten Morlock zu mutieren.

### „Mutant War“
Morlocks werden vom Protagonisten kurz in Bezug auf die zombieartig mutierten Antagonisten des Films genannt.

### Fernsehproduktionen
- In der Serie Timelash, der fünften Serie der 22. Staffel der britischen Science-Fiction-Fernsehserie Doctor Who, die erstmals am 9. und 16. März 1985 in zwei wöchentlichen Teilen auf BBC1 ausgestrahlt wurde, führt der sechste Doctor, dargestellt von Colin Baker, H. G. Wells in die Zukunft, wo sie auf eine unterirdisch lebende Reptilienart namens „Morlox“ (ein Homophon der „Morlocks“) treffen. Der „Borad“, ein böser Herrscher, wird vor dieser Episode versehentlich zur Hälfte Morlox.[27][28]

- In der amerikanischen Fernsehserie Challenge of the Super Friends von 1978 mit dem Titel Conquerors of the Future (deutsch: Eroberer der Zukunft) werden „Barlocks“ gezeigt, eine Variation der Morlocks in einer Zeit, in der die Superfreunde schon lange tot sind und außerhalb einer dem Untergang geweihten Stadt leben, die die Hauptstadt der Erde ist.[29] Die Barlocks haben sie viele Male angegriffen, lassen sich aber durch helles Licht vertreiben. Darüber hinaus sind sie nicht sehr gut darin, ihre Technologie zu beherrschen. Als die Legion of Doom (deutsch: Legion des Verderbens), eine Gruppe von Schurken, ankam und auf die Barlocks trifft, schließt Lex Luthor ein Bündnis mit ihrem Anführer (gesprochen von Ted Cassidy)[30] und denkt sich einen Trick aus, um die dem Untergang geweihte Stadt zu übernehmen. Danach setzt die Legion of Doom sie für ihre Pläne zur Eroberung der Galaxie ein, wobei Lex Luthor die Barlocks anführt, um den herrschenden Planeten in Sektor 13 zu erobern, während die „Black Manta“, ebenfalls ein Schurke, die Barlocks anführt, um den herrschenden Planeten in der Region der Äußeren Galaxie zu erobern. Als Superman, Green Lantern und Flash (Barry Allen), ein weiterer fiktiver Superheld in dieser Zeit, ankommen, nachdem sie zufällig in der ferneren Zukunft erschienen sind und ein Geschichtsbuch gefunden haben, das die Geschichte der Erde detailliert beschreibt, besiegen sie die Legion of Doom, während Flash seine Supergeschwindigkeit nutzt, um die Barlocks wieder in ihre Höhle zurückzubringen. Die Bewohner der Erdhauptstadt sorgen dafür, dass die Planeten, die die Legion of Doom und die Barlocks erobert haben, befreit werden.

- Homer Simpson erwähnt Morlocks in der 13. Simpsons-Staffel in der Episode Homer the Moe und behauptet, er sei ihr König geworden, als er Yarn bzw. Seemannsgarn erzählt.[31]

- 2003 brachte Peak Entertainment Monster in My Pocket mit dem ehemaligen Hauptschurken „Warlock“ als Held wieder auf den Markt. Der neue Bösewicht wurde Warlocks böser Zwilling „Morlock“. Die Serie wurde von Cartoon Network weitergegeben und Peaks Rechte an Monster in My Pocket wurden am 22. Dezember 2004 widerrufen. Angesichts der begrenzten Verbreitung der Serie ist es schwierig festzustellen, ob die Verbindung mehr als eine nominelle war.

- Im Jahr 2006 enthält eine neue Inkarnation von Power Rangers mit dem Titel Power Rangers Mystic Force Morlocks als Feinde der Mystic Force Rangers. Quellen aus der Zeit vor der Premiere der Show beschrieben sie als „zombie-artige Fußsoldaten“ und es wurde auch angedeutet, dass sie unterirdisch unter der Stadt „Briarwood“ – wo die Show stattfindet – leben und planen, sich zu erheben und alles zu zerstören. Inzwischen hat sich jedoch herausgestellt, dass die Morlocks in der Show nicht einfach Fußsoldaten sind, sondern die gesamte Feindesgruppe der Power Rangers umfassen, die von „Octomus“ angeführt wird.[32] Die Morlocks in der Show sind völlig anders als in Die Zeitmaschine, außer dass sie immer noch im Untergrund leben und Schurken sind. Diese Morlocks werden nicht als eine abweichende Spezies der Menschheit dargestellt, sondern als eine uralte, böse Legion, die vor Jahrhunderten im Untergrund versiegelt wurde. Die Morlocks haben endlich das Siegel gebrochen und planen eine Invasion in Briarwood und später in der ganzen Welt. Die Morlocks waren die Hauptschurken in Power Rangers Mystic Force. Obwohl sie in Werbematerial als die Morlocks bezeichnet wurden, wurde dieser Hinweis in der Show, in der sie gewöhnlich als Forces of Darkness (deutsch: „Mächte der Finsternis“) bezeichnet wurden, nie erwähnt.[32]

- In der The-Big-Bang-Theory-Episode mit dem Titel Die Zeitmaschine leisteten Leonard Hofstadter und seine Freunde einen Beitrag zum Kauf einer Original-Zeitmaschinenrequisite aus dem Filmklassiker Die Zeitmaschine (1960). Keiner in der Gruppe war von dem Kauf mehr begeistert als Sheldon Cooper, der zu glauben scheint, er sei der einzige, der die Möglichkeiten des Besitzes eines so einzigartigen Erinnerungsstücks voll ausschöpfen könne. Sein Standpunkt änderte sich jedoch drastisch, nachdem er eine Reihe von episodenbeendenden Träumen erlebt hatte, die alle die berüchtigte kannibalistische Morlock-Art aus dem klassischen Buch von H. G. Wells zum Thema hatten. Der erste Traum war, dass er am 28. April 802.701 in die Zukunft reiste und von drei Morlocks lebendig gefressen wurde. Als er aufwacht, willigt Leonard ein, die Zeitmaschine loszuwerden, aber er heuert dafür „verhungernde Morlocks“ an. Als sie Sheldon fressen, wacht er wieder auf und schreit nach Leonard, der ihm helfen soll.

- In der Futurama-Episode aus dem Jahr 2010 mit dem Titel The Late Philip J. Fry (deutsch: Die unglaubliche Reise in einer verrückten Zeitmaschine) reisen Bender, Professor Farnsworth und Fry in die Zukunft und kommen im Jahr 5 Millionen n. Chr. an; eine Rasse aufgeklärter, purpurhäutiger Humanoider lebt auf der Erdoberfläche, während „Dumblocks“ – wilde, primitive Kreaturen – unter der Erde leben. Der Professor fragt, ob diese fortgeschrittenen Menschen eine rückwärts reisende Zeitmaschine erfunden hätten. Ihm wird erwidert, dass sie es nicht getan haben, obwohl sie, wenn sie ihre geistigen Anstrengungen auf das Problem konzentrierten, in der Lage sein sollten, innerhalb von fünf Jahren eine Lösung zu präsentieren. Die drei springen prompt weitere fünf Jahre vorwärts, nur um zu entdecken, dass die kleinen, intelligenten Kreaturen von den troglodytischen Dumblocks überrannt und zerstört worden sind.[33][34]

### Comics
- In Marvel Comics wurde der Name Morlock für eine Gruppe von Mutanten verwendet, die in der Kanalisation leben.

### Videospiele
- In Bookworm Adventures 2 werden die Morlocks, die im sechsten Buch als Feinde erscheinen, „Troglocks“ genannt.
- In Deponia Doomsday werden aus Versehen gefährliche Wolpertinger erschaffen, die "Fewlocks" genannt werden. Innerhalb des Spieles wird humoristisch aufgegriffen, dass es sich hierbei eigentlich um Morlocks handelt, die Entwickler allerdings acht Monate zu früh  waren, um die Originalbezeichnung ohne lizenzrechtliche Probleme verwenden zu können.

### Musik
- Es gibt einen Song von Phillip Boa and the Voodooclub mit dem Titel Morlocks in England aus dem Jahr 1989.